# Empousa
Empousa (Oudgrieks: Ἔμπουσα) is een vrouwelijk demonisch figuur uit de oud-Griekse folklore en mythologie die zich zou voeden met mensenvlees en geassocieerd werd met de nacht. Ze had ezelspoten, maar ze kon zich ook veranderen in een teef, een koe of een mooie vrouw. In die laatste vorm verleidde ze jonge mannen, waarna ze hun levenssappen uit hen zoog zodat ze stierven. Ze joeg vooral reizigers schrik aan, en hinderde zielen van overledenen in hun reis naar het hiernamaals en cultusaanhangers bij hun initiatieriten. In latere tijden sprak men van empousai als een groep kinderen van de godin Hecate.
Het Byzantijnse lexicon Suda (epsilon,1049, lemma Empusa) geeft als verklaring voor haar naam dat ze op één been liep (heni podizein) en dat haar andere been van koper was. Men kende haar ook onder de naam Onokole, omdat ze een ezelspoot zou hebben. Het laat-klassieke Testament van Solomon spreekt echter van Onoskelis, 'ezelspoot', waarbij toverspreuken ter bescherming staan gegeven. Empousa's iconografie is gekend door drie gegraveerde edelstenen uit de oudheid, en is deels afgeleid van die van Hecate. Die werd voorgesteld met vleugels, een ezelspoot en drie hoofden: een gehoornde vrouw, een hond en een geit.
Overige bronnen voor Empousa zijn Aristophanes, Kikkers, 288 e.v.; Ecclesiazusae, 1056 en 1094; Papyri Graecae Magicae, 4.2334; Philostratus, Leven van Apollonius van Tyana, 4.25.
Soortgelijke vrouwelijke demonen zijn Lamia, Mormo en de Romeinse Lemures (Larvae).
Naar Empousa is een familie bidsprinkhanen, Empusidae, genoemd; zie Empusa pennata.